# Palankin

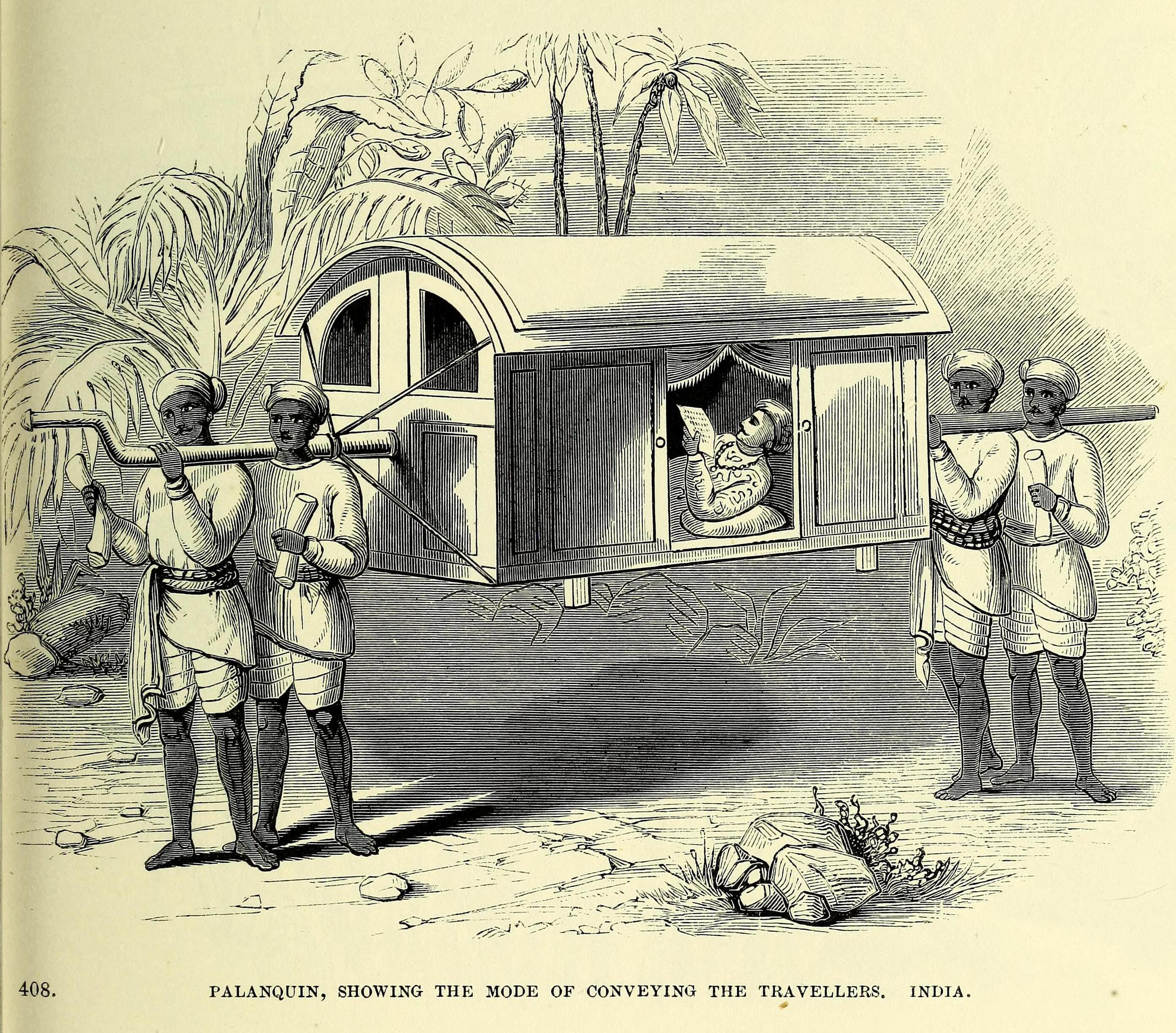
Palankin (Indie, 1851)

Palankin (ben. পালকি) – dawny środek transportu w formie krytej lektyki zaopatrzonej w dach i firanki, używany na Dalekim i Środkowym Wschodzie, w szczególności w Indiach i Chinach. Noszony był przez tragarzy za pomocą drążków. W przypadku długich podróży do obsługi palankinu najmowano trzy zmiany tragarzy – do 12 osób – oraz jednego tragarza do niesienia bagażu.
Średnia prędkość podczas podróżowania palankinem wynosiła około 6–6,5 km na godzinę.